# Reisserita relicinella
Reisserita relicinella är en fjärilsart som beskrevs av Herrich-Schäffer. Reisserita relicinella ingår i släktet Reisserita och familjen äkta malar. Inga underarter finns listade.